# Gunnar Henderson
Gunnar Randal Henderson (nascido em 29 de junho de 2001) é um jogador profissional de beisebol. Atuando como shortspot pelo Baltimore Orioles da Major League Baseball (MLB). Ele fez sua estreia na MLB em 2022.

## Primeiros anos e início de carreira
Henderson nasceu em Montgomery, Alabama, e cresceu em Selma, Alabama, onde estudou na John T. Morgan Academy e jogou basquete e beisebol. Henderson se comprometeu a jogar beisebol universitário na Auburn University durante seu segundo ano. 
Como veterano em 2019, ele foi nomeado Jogador do Ano do Alabama depois de rebater .559 com 17 duplas, nove triplas, 11 home runs, 69 corridas marcadas e 75 RBIs, enquanto roubava 32 bases. Henderson também foi nomeado Jogador do Ano da Associação Independente de Escolas do Alabama no basquete, com média de 17 pontos e 11 rebotes por jogo. Dois anos após sua formatura em 2019, seu uniforme número 2 foi aposentado pelo programa de beisebol da Morgan Academy em 8 de janeiro de 2021.

## Carreira Profissional

### Ligas menores
O Baltimore Orioles selecionou Henderson na segunda rodada do draft de 2019 da Major League Baseball, como a 42ª escolha geral. Henderson assinou com o clube por um bônus de assinatura de 2,3 milhões de dólares. Após assinar, ele foi designado para o Orioles da Gulf Coast League, um time de nível novato. Henderson terminou sua primeira temporada profissional com uma média de rebatidas de .259, um home run e 11 RBIs.
Após o cancelamento da temporada da minor league de 2020 devido à pandemia de COVID-19, Henderson foi adicionado ao campo de treinamento alternativo dos Orioles no meio da temporada da Major League e depois participou da Instructional League de outono da equipe. Henderson foi considerado o melhor atleta geral no sistema de ligas menores dos Orioles antes da temporada de 2021. Ele começou a temporada com o Delmarva Shorebirds da Single-A e foi promovido para o Aberdeen IronBirds da High-A e o Bowie Baysox da Double-A durante o ano. Em 105 jogos entre as três equipes, ele teve um desempenho de .258/.350/.476 com 17 home runs, 74 RBIs, 28 duplas e 16 bases roubadas.
Henderson começou a temporada de 2022 em Bowie. Ele entrou na temporada como um prospecto consensual entre os 100 melhores do beisebol. Henderson rebateu para .312/.452/.573 em 157 rebatidas, com oito home runs e 35 RBIs, com 41 corridas marcadas em 47 jogos pelo Baysox, antes de ser promovido para o Norfolk Tides da Triple-A. Em 28 de junho de 2022, um dia antes de completar 21 anos, ele completou o ciclo em uma vitória por 8–2 sobre o Gwinnett Stripers. Henderson foi selecionado para representar os Orioles no All-Star Futures Game de 2022.

### MLB
Os Orioles selecionaram o contrato de Henderson em 31 de agosto de 2022 e o promoveram para o elenco ativo. Ele entrou no time titular mais tarde naquele dia, em um jogo contra o Cleveland Guardians. Seu primeiro hit na liga principal foi um home run contra Triston McKenzie. Henderson rebateu para .259 com quatro home runs e 18 RBIs em 34 jogos com os Orioles em 2022. Após a temporada, Henderson foi nomeado o Jogador do Ano da Baseball America Minor League. A homenagem veio depois de Henderson ter rebatido para .297 com 19 home runs, 76 RBIs e 22 bases roubadas em 112 jogos divididos entre Bowie e Norfolk.

## Links externos
- Estatísticas da carreira e informações sobre o jogador da MLB, ou ESPN